# Антонія Люксембурзька
Антонія Люксембу́рзька (люксемб. Antonia vu Lëtzebuerg), повне ім'я Антонія Роберта Софія Вільгельміна Нассау-Вайльбург, принцеса Люксембурзька (люксемб. D'Antonia Roberta Sophie Wilhelmine vun Nassau-Weilburg, Prinzessin vu Lëtzebuerg; 7 жовтня 1899 — 31 липня 1954) — люксембурзька принцеса з династії Нассау-Вайльбург, донька великого герцога Люксембургу Вільгельма IV та Марії Анни Португальської, дружина кронпринца Баварії Рупрехта.

## Біографія
Народилась 7 жовтня 1899 року в замку Гогенбург в Ленггрісі. Була четвертою дитиною та четвертою донькою в родині кронпринца Люксембургу Вільгельма та його дружини Марії Анни Португальської. Мала старших сестер Марію-Аделаїду, Шарлотту та Хільду й молодших — Єлизавету та Софію. Своє ім'я отримала на честь тітки Антонії Португальської. В родині дівчинку кликали Тоні. Серед сестер вона вирізнялася талантом гри на фортепіано.
У 1905 році батько став великим герцогом Люксембургу, а у 1912 році пішов з життя. Матір більше не одружувалась, до повноліття Марії-Аделаїди вона виконувала функції регентки.

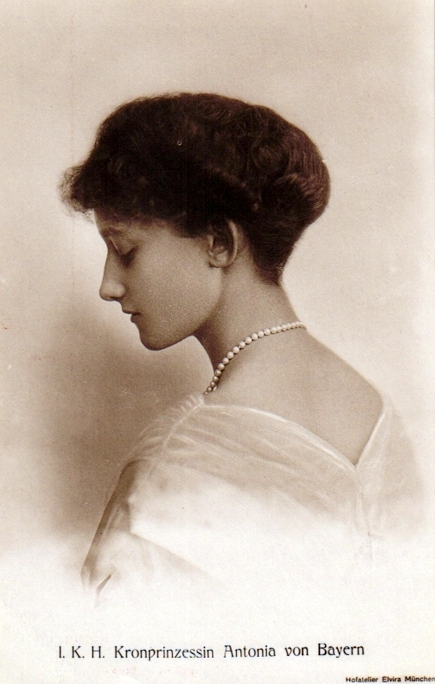
Світлина 1921 року

20 лютого 1918 року відбулися заручини Антонії, яка вважалася найкрасивішою з люксембурзьких принцес, із баварським кронпринцом Рупрехтом. Офіційно про них оголосили 26 серпня. Наречений був удівцем і мав сина-підлітка від першого шлюбу. Незабаром заручини були розірвані з політичних причин. Незважаючи на це, мати Антонії влаштувала зустріч пари влітку 1920 року, після чого між ними спалахнуло взаємне кохання. Антонія казала, що «кохає Рупрехта більше за життя», а кронпринц стверджував, що любов до принцеси змусила його знову відчути себе молодим. У лютому 1921 року було оголошено про повторні заручини, за кілька місяців пара побралися. Люксембурзький парламент схвалив цей союз з перевагою всього у два голоси.
Вінчання 21-річної Антонії та 51-річного Рупрехта пройшло 7 квітня 1921 року в замку Гогенбург в Ленггрісі. Провів його папський нунцій Еудженіо Пачеллі. Цивільний шлюб зареєстрували там же за день перед релігійною церемонією. Оселилися молодята в палаці Лейхтенберг у Мюнхені, літо проводили у замку Берхтесгаден у Баварії та замку Берг в Люксембурзі. Також відвідували замки Лойштеттен, Вільденварт і Гоеншванґау. У них народилося шестеро дітей.

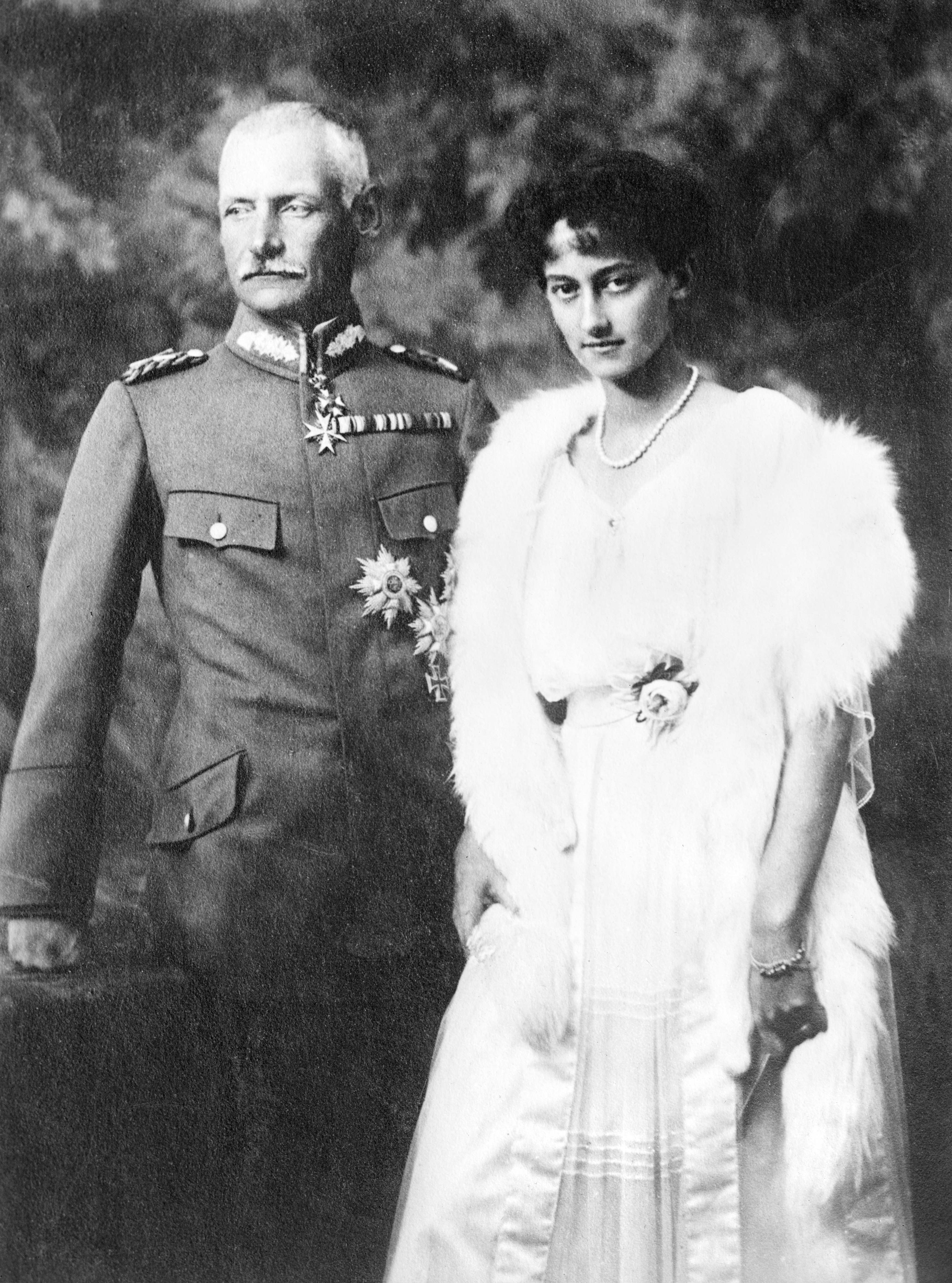
Із Рупрехтом, світлина Франца Ґрайнера

Рупрехт з неприязню ставився до Гітлера та нацистів, і у 1930-х подружжя відправило дітей вчитися до Англії, аби ті не змогли вступити до будь-яких нацистських молодіжних груп. Коли в 1939 році почалася Друга світова війна, Антонія з дітьми були в Брюсселі. Сім'я була змушена тікати через політичну позицію Рупрехта. Велика герцогиня Шарлотта могла забезпечувати сестру, доки сама не виїхала з континентальної Європи у 1940 році. Антонія з сім'єю кілька разів змінювали місце проживання, поки не оселилися у Флоренції.
Згодом з Італії родина виїхала до Угорщини. Коли Німеччина окупувала угорські території у жовтні 1944 року, принцеса із дітьми потрапили в полон. Антонія була ув'язнена в концтаборі Заксенгаузен, а на початку квітня 1945 року — переведена до Дахау. 29 квітня табір було звільнено американськими військами. Принцеса після перенесених страждань дала клятву більше не повертатися до Німеччини.
Здоров'я Антонії було підірване перебуванням у концтаборах. Влітку 1954 року вона допомагала молодшій доньці Софії готуватися до весілля, коли в середині липня отримала звістку, що її дочка Едіта разом із чоловіком потрапили в аварію. Едіта вижила, але зазнала серйозних травм, її чоловік загинув на місці. Антонія не змогла оговтатися від перенесеного удару і пішла з життя 31 липня 1954 року в Ленцергайде в Швейцарії.
Була похована в Римі. Серце зберігається окремо в каплиці Альтеттінгу.
Софія вийшла заміж у січні 1955 року. Рупрехт пережив дружину на рік.

## Родина

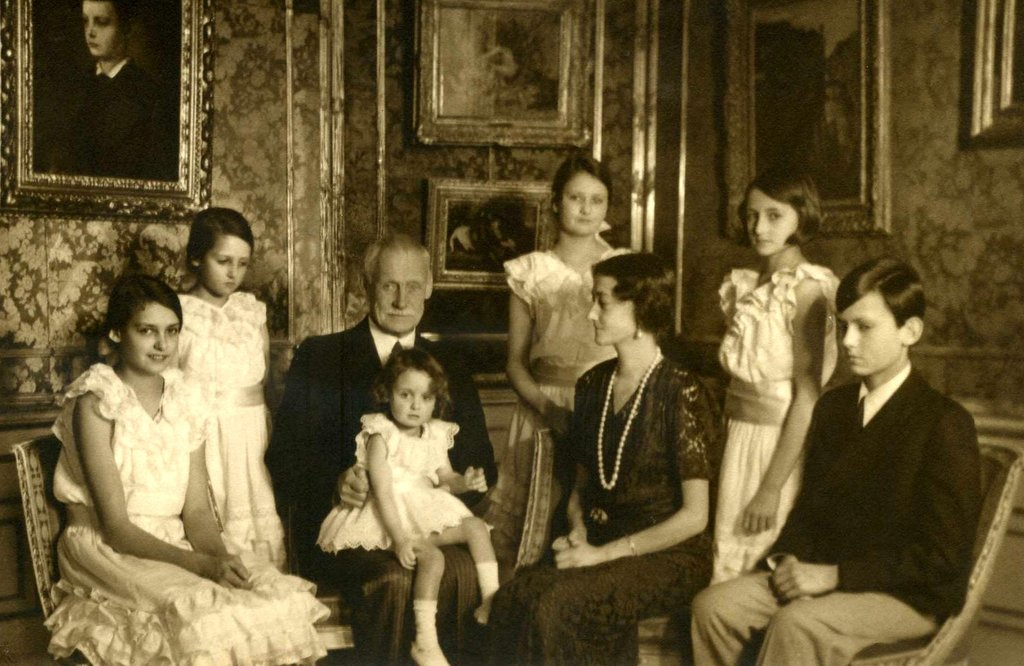
У колі родини наприкінці 1930-х років

Чоловік — Рупрехт Баварський
Діти:
- Генріх (1922—1958) — був одружений з Анною Марією де Люстрак, дітей не мав, загинув в автокатастрофі;
- Ірмінгард (1923—2010) — дружина баварського принца Людвіга, мала трьох дітей;
- Едіта (1924—2013) — була двічі одружена, мала шестеро дітей;
- Гільда (1926—2002) — дружина Хуана Локетта і де Лояза, мала четверо дітей;
- Габріела (1927—2019) — дружина герцога фон Крой Карла, мала трьох дітей;
- Софія (нар. 1935) — удова герцога Аренберзького Жана Енгельберта,[7] має п'ятеро дітей.

## Нагороди
- Великий хрест ордену Золотого лева дома Нассау (Люксембург);
- Великий хрест ордену Адольфа Нассау (Люксембург);
- Великий хрест ордену «За військові заслуги» (Баварське королівство);
- Орден Святої Єлизавети (Баварське королівство);
- Орден Терези (Баварське королівство);
- Орден Луїзи (Прусське королівство);
- Орден Зіркового хреста (Австро-Угорщина).

## Титули
- 7 жовтня 1899—7 квітня 1921 — Її Великогерцозька Високість Принцеса Антонія Люксембурзька;
- 7 квітня 1921—18 жовтня 1921 — Її Королівська Високість Кронпринцеса Баварська;
- 18 жовтня 1921—31 липня 1954 — Її Королівська Високість Кронпринцеса Антонія Баварська, Принцеса Люксембурзька.